# Gebirgsschlag
Als Gebirgsschlag werden schlagartige Spannungsumlagerungen in kompaktem, sprödem Gestein bezeichnet.

## Ursachen und Ablauf
Die häufigste Ursache von Gebirgsschlägen ist der menschliche Eingriff in das Gesteinsgefüge durch Bergbau. Dadurch bauen sich in Gesteinsschichten mit geringem Elastizitätsmodul Spannungen auf, die sich beim Überschreiten der Verformungsgrenze plötzlich und schlagartig abbauen.
Durch den schlagartigen Spannungsabbau entstehen Risse im Gestein, in deren Folge es zu gefährlichen Materialablösungen in der Ortsbrust, an den Stößen und der Firste kommt. Für Größe, Art und Stelle der Ablösungen spielt die Lage des Epizentrums eine Rolle. In den meisten Fällen liefert eine Sprengung das Initial für den Spannungsabbau. Die schlagartigen Entspannungen sind unter und über Tage als gut hörbare Schläge und Erschütterungen wahrnehmbar. Die Stärke eines solchen Ereignisses hängt von der Größe des Hohlraumes ab, der durch den Einbruch des Deckgesteins verfüllt wird. Der Einsturz ausgedehnter Höhlungen kann sehr starke Erschütterungen hervorrufen, die in der umliegenden Region als (üblicherweise schwaches) Erdbeben wahrgenommen werden können.

## Folgen
In schweren Fällen kann ein Gebirgsschlag zum schlagartigen Kollaps von Hohlräumen führen. Dass in den meisten Fällen keine Bergleute zu Schaden kommen, liegt daran, dass im heutigen Bergbau aus Sicherheitsgründen die Sprengungen in der Zeit des Schichtwechsels vorgenommen werden, wenn sich keine Bergleute in der Grube befinden (zentrales Schießen). Durch das Kollabieren der Hohlräume treten Schäden an Material und Ausrüstung ein.
Über Tage können Bergschäden die Folge eines Gebirgsschlages sein. Diese reichen von Erdfällen bis hin zum Einsturz ganzer Gebäude. Da ein Gebirgsschlag – bis auf die Ursache – ebenso wie ein leichtes Erdbeben abläuft, sind auch die Folgen ähnlich.

## Prävention
Durch Verwendung von flexiblen Ausbauarten wie Ankern oder Einbaubögen im Tunnelbau kann den Auswirkungen von Bergschlag begegnet werden. Bei sogenannten flexiblen Ankern ist ein gewisses Spiel eingeplant, das heißt, sie können die schlagartige Spannungsumlagerung aufnehmen, ohne ihre Tragfähigkeit zu verlieren.

## Einzelereignisse
Der bisher stärkste durch Bergbau verursachte Gebirgsschlag ereignete sich am 13. März 1989 im Kaliwerk Merkers bei Völkershausen. Das Beben war bis zu 300 km weit spürbar und erreichte die Lokalmagnitude ML=5,6. Weitere Beispiele sind die Gebirgsschläge der Stärke 5,5 auf der Richterskala in Teutschenthal am 11. September 1996 und am 23. Februar 2008 im Landkreis Saarlouis (Bergwerk Saar) mit der Stärke 4.
Der Gebirgsschlag im Kaliwerk Merkers wurde durch übermäßige Pfeilerschwächung verursacht. In Merkers barsten mehrere Pfeiler (Dominoeffekt), als sie die Last des Deckgebirges nicht mehr tragen konnten. Beim dort angewendeten Abbauverfahren Kammer-Pfeilerbau wurden schachbrettartig Kammern aufgefahren, zwischen denen annähernd quadratische Pfeiler stehenblieben, die die Firste abstützten. In den Pfeilern bilden sich Spannungslinien aus, die konkav verlaufen. Das Material außerhalb des Spannungslinienverlaufes hat keine tragende Funktion. Diesen Effekt machte man sich zunutze, um die Abbauverluste durch die dauerhaft stehenbleibenden Pfeiler zu minimieren. Durch Fehler in der Berechnung wurde zu viel Material abgetragen und die Pfeiler dadurch zu sehr geschwächt.